# Katy Perry Live: Witness World Wide

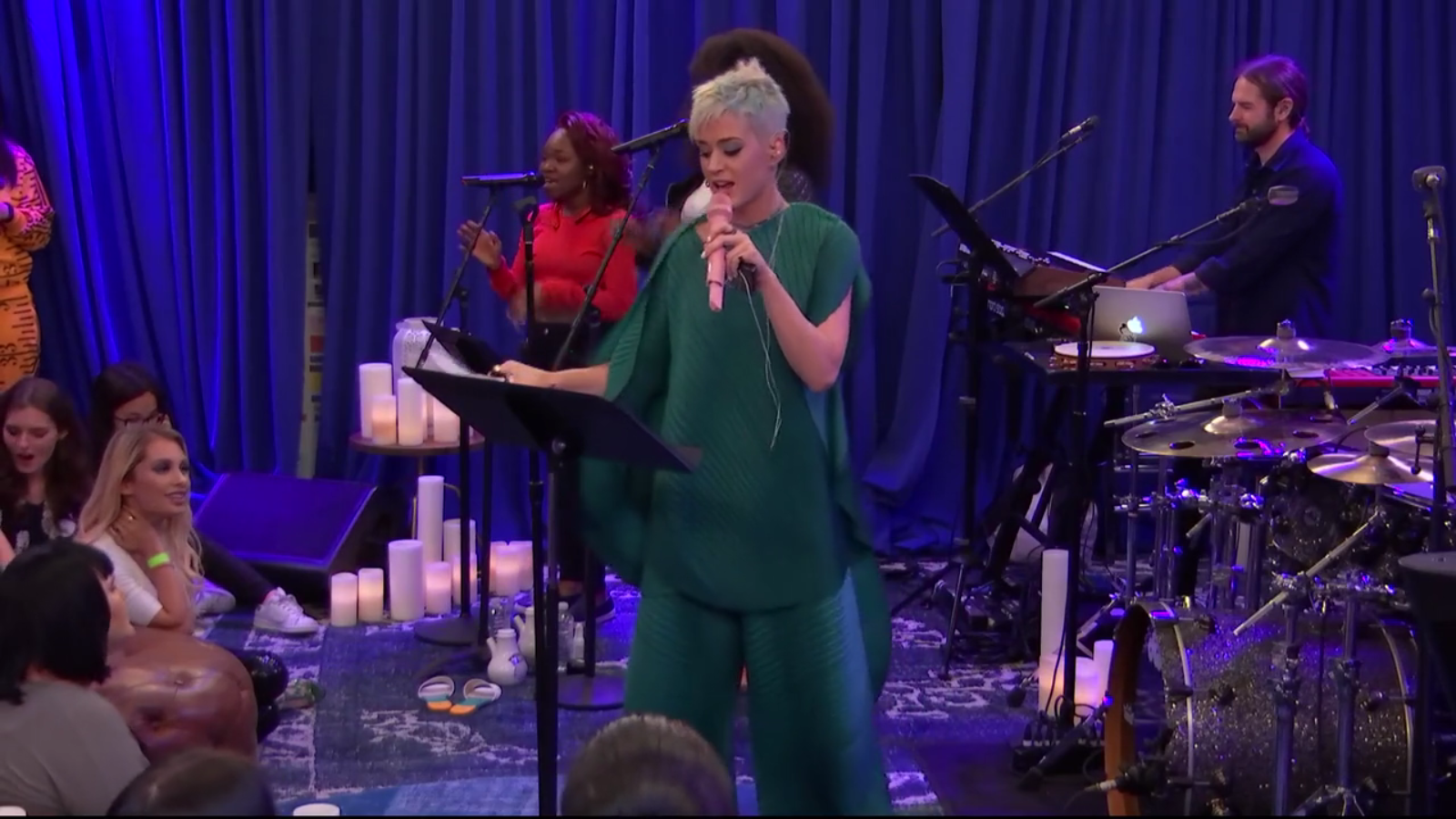
Кэти дала акустический концерт для фанатов во время «Katy Perry Live: Witness World Wide»

«Katy Perry Live: Witness World Wide» — четырёхдневная прямая онлайн трансляция на «YouTube», которую провела американская певица Кэти Перри в момент в выхода её пятого студийного альбома Witness. Трансляция велась в стиле реалити-шоу «Большой брат» с 8 по 12 июня 2017 года, в последний день съёмок Кэти устроила бесплатный концерт в Лос-Анджелесе.
В прямом эфире певица занималась разными вещами, в том числе готовила, играла со своими собаками, встречалась с различными гостями (включая Сию, Диту фон Тиз, Ру Пола, Америку Ферреру, Кейтлин Дженнер), давала интервью. Во время сеанса психотерапии Кэти расчувствовалась и начала раскрывать интимные подробности своей жизни, включая борьбу со злоупотреблением алкоголем, суицидальные мысли и сложные отношения с её набожными родителями. Реакция критиков на подобного рода промокампанию была неоднозначной.
Прямой эфир набрал более чем 49 миллионов просмотров из 190 различных стран мира. Документальный фильм по мотивам трансляции  «Will You Be My Witness?» вышел 4 октября 2017 года эксклюзивно на «YouTube Red».